# CSS Chicora
La CSS Chicora era un ariete corazzato della Confederate States Navy che ha combattuto nella Guerra di secessione americana. È stata costruita sotto contratto a Charleston, in Carolina del Sud nel 1862. James M. Eason la costruì sul progetto di John L. Porter, usando nella maggior parte i soldi di uno stanziamento statale di 300.000 dollari per la costruzione di una serie di unità marine; Eason ricevette un premio per l'abilità e la prontezza. La sua corazza di ferro era spessa 4 pollici, sostenuta da 22 pollici armatura di quercia e pino, con 2 pollici di armatura alle sue estremità. Varata a marzo, commissionata a Novembre. Il comandante John Randolph Tucker, ha assunto il comando.
Nella foschia prima dell'alba del 31 gennaio 1863, la Chicora e la CSS Palmetto State fecero irruzione nel blocco federale formato da navi non corazzate che si trovavano appena fuori dall'ingresso del porto di Charleston. Usando l'ariete e le armi, la Palmetto State costrinse alla resa la USS Mercedita, poi mise fuori uso la USS Keystone State, che fu dovuta trainare in sicurezza. la Chicora nel frattempo fu impegnata in un duello a lungo raggio con altre navi dell'Unione, dal quale uscì indenne per ritirarsi al riparo all'interno del porto.

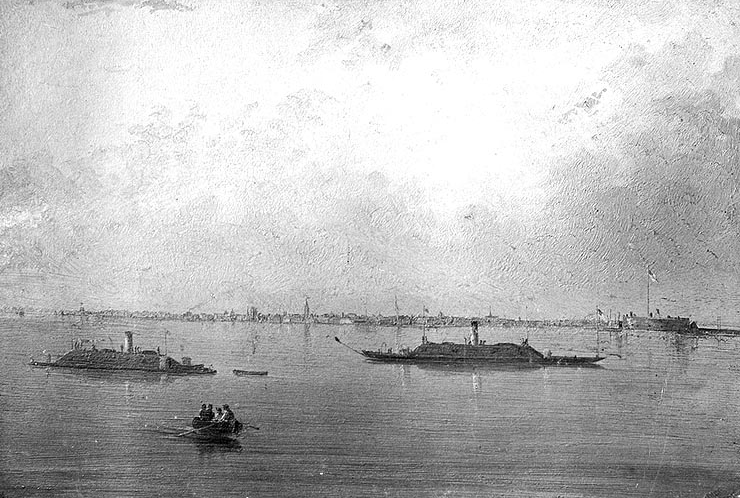
CSS Chicora e Palmetto State alla fonda nel porto di Charleston

Prese parte alla difesa dei forti a Charleston il 7 aprile quando vennero attaccati da uno squadrone di monitor corazzati sotto la guida dell'Ammiraglio Samuel Francis du Pont. Le navi federali furono costrette a ritirarsi per le riparazioni senza poter riprendere ruolo nel conflitto.
La Chicora fu impiegata in modo attivo nei combattimenti intorno a Charleston tra il 1863 e il 1864. I suoi più preziosi servizi includono il trasporto truppe durante l'evacuazione di Morris Island, e il bombardamento dei forti Sumter, Gregg e Wagner. Nell'agosto 1863 ha avuto l'onore di fornire il primo ufficiale e l'equipaggio di volontari per il sottomarino-torpediniera confederato CSS H. L. Hunley.
Venne distrutta dai confederati durante l'evacuazione di Charleston il 18 febbraio 1865.